# Primus circumdedisti me
Primus circumdedisti me es una frase célebre escrita en latín que no pertenece a la época romana. Su traducción es: Fuiste el primero que la vuelta me diste. Juan Sebastián Elcano, primera persona en realizar la vuelta al mundo, recibió en 1522 del Rey Carlos I de España en recompensa por dicha acción una renta anual de 500 ducados de oro y un escudo de armas en cuya cimera puede verse un globo terráqueo con la inscripción Primus circumdedisti me.

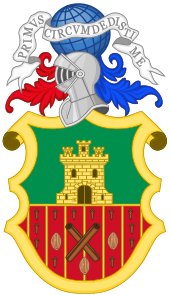
Escudo de Armas de Juan Sebastián Elcano